# Wissenkerke
Wissenkerke ist ein Dorf im Gebiet der Gemeinde Noord-Beveland in der niederländischen Provinz Zeeland. Die Einwohnerzahl beträgt 1.245 (Stand: 1. Januar 2024). Bis zum Jahr 1995 war Wissenkerke eine selbständige Gemeinde, wozu auch Kamperland und Geersdijk gehörten. Seit 1995 ist Wissenkerke Sitz der Verwaltung der seinerzeit neugebildeten Gemeinde Noord-Beveland. In Wissenkerke befinden sich mehrere Campingplätze und der Yachthafen Sophiahaven.
Wissenkerke wird bereits im Jahr 1242 als Pfarrei erwähnt. Die genaue Lage dieses alten Wissenkerke ist aber nicht genau bekannt. Im Jahr 1352 musste das Dorf nach einer Überschwemmung verlegt werden. Im Jahr 1530 und am 2. November 1532 wurde Noord-Beveland von zwei Sturmfluten heimgesucht, bei der letzteren wurde auch Wissenkerke hinweggeschwemmt. Nur der Kirchturm blieb erhalten und stand dann etliche Jahre auf dem Deichvorland zur Oosterschelde.
Im Jahr 1652 wurde das Gebiet wieder eingepoldert. Der Deich rund um den Wissenkerkepolder wurde geschlossen, und das heutige Dorf wurde schließlich planmäßig mit rechtwinklig angeordneten Parzellen wiederaufgebaut. Kurz nach 1670 wurde eine neue Kirche errichtet. Das neue Wissenkerke hatte einen Hafen an der Cruijckelcreke, einem Priel, das östlich des Dorfes verlief, und dessen Ausfluss aus dem Wissenkerkepolder am südlichen Rand des Polders lag. Dieses Priel versandete aber andauernd, und der Hafen verschwand zunächst 1697, dann 1719 und schließlich 1771, als das Gebiet weiter eingepoldert wurde. Im Jahr 1860 wurde die Getreidemühle De Onderneming (deutsch: „Das Unternehmen “) gebaut, die Mühle Landzigt („Landsicht “) stammt aus dem Jahr 1869.
In den 1930er Jahren begann die Diskussion über eine kommunale Neugliederung, wobei Wissenkerke gemeinsam mit Colijnsplaat, Kats und Kortgene in einer neuen (Groß-)Gemeinde Kortgene hätte aufgehen sollen. Im Jahr 1941 kam diese Fusion zwar im Prinzip zustande, allerdings ohne Wissenkerke, das dann vorerst doch selbständig blieb. Erst 1995 kam es dann zum Zusammenschluss von Kortgene und Wissenkerke zur seinerzeit neuen Gemeinde Noord-Beveland, wovon Wissenkerke seitdem der Sitz der Verwaltung ist.

## Bilder

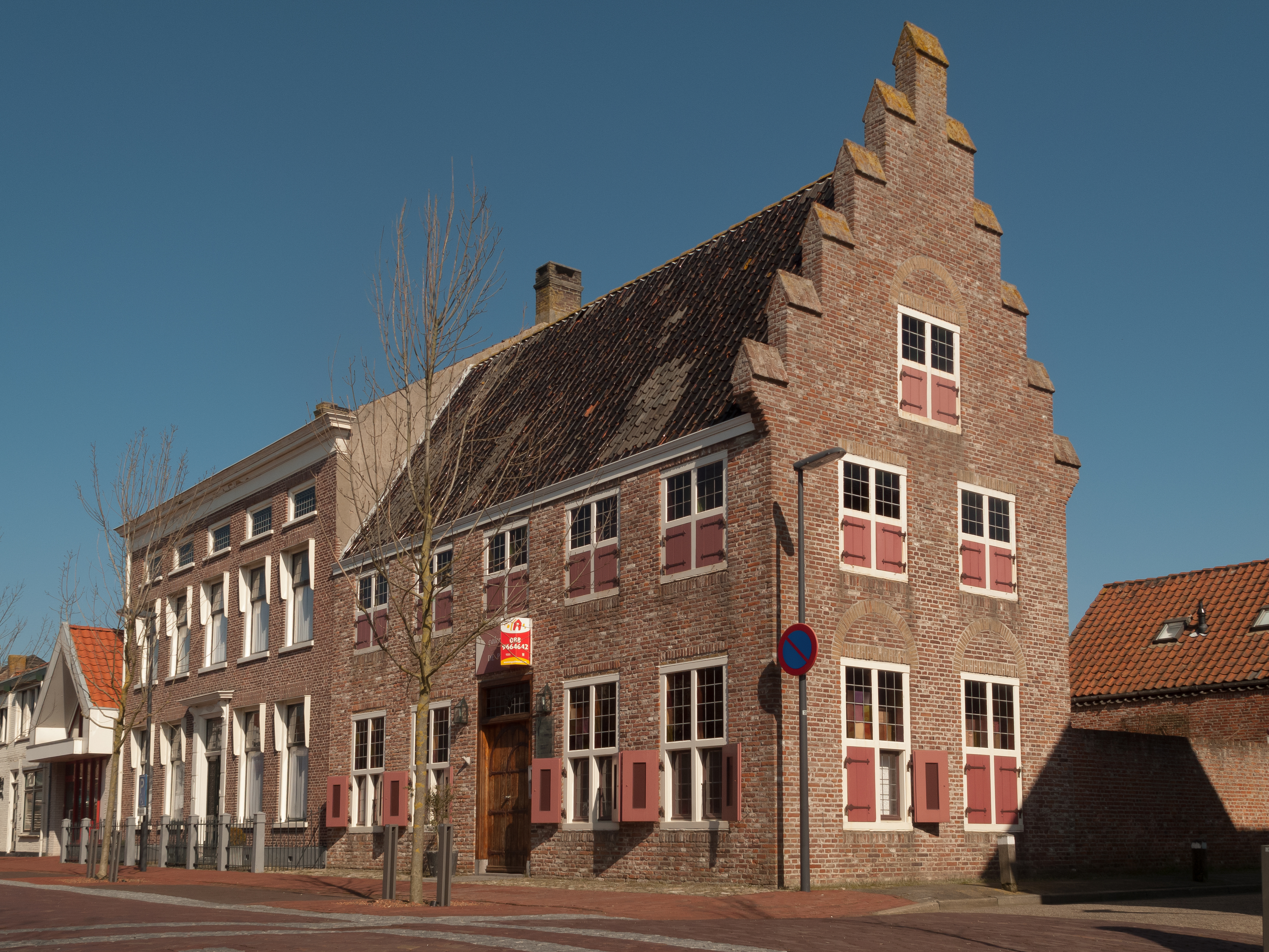
Monumentalbau
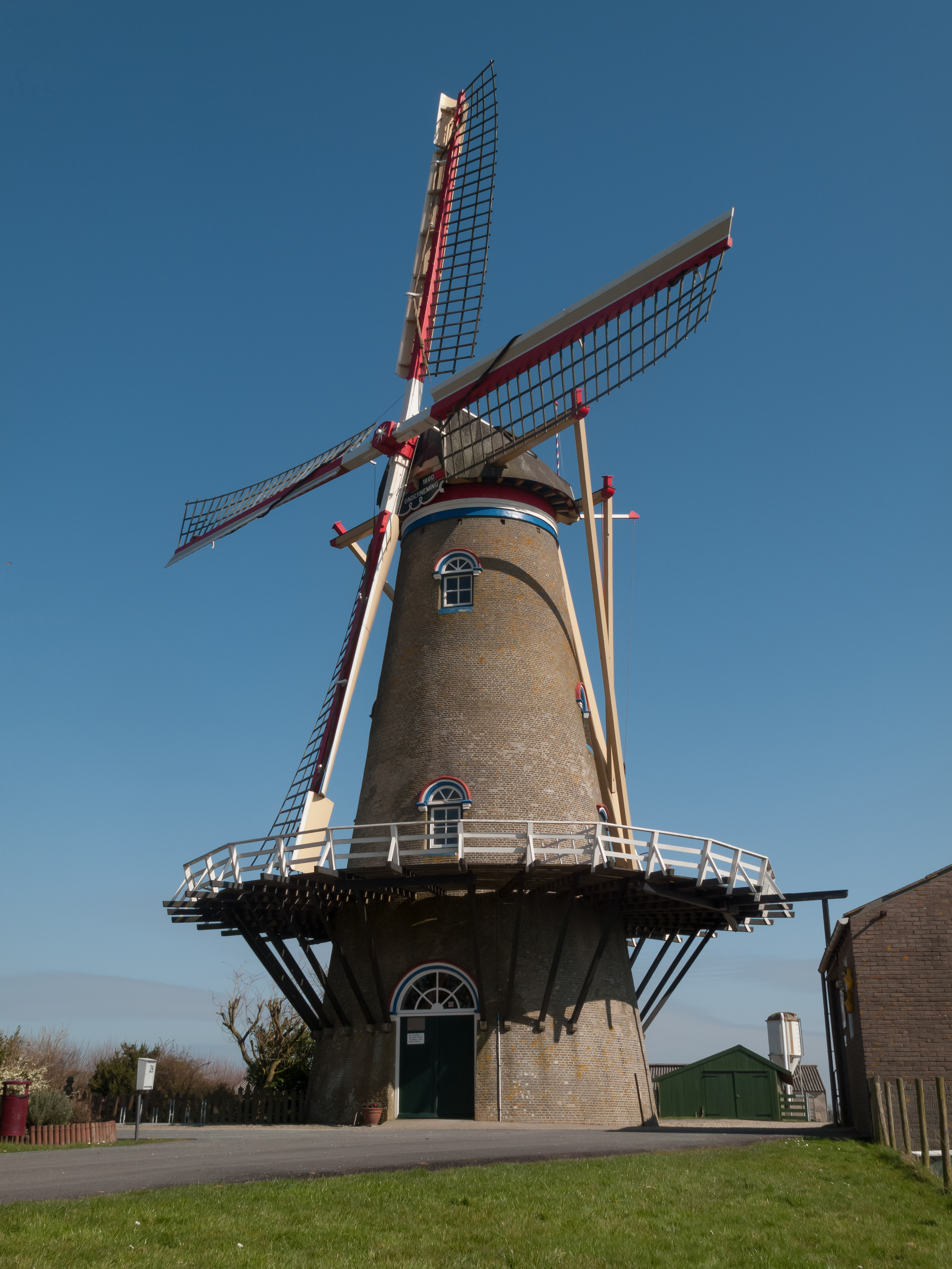
Mühle: korenmolen de Onderneming
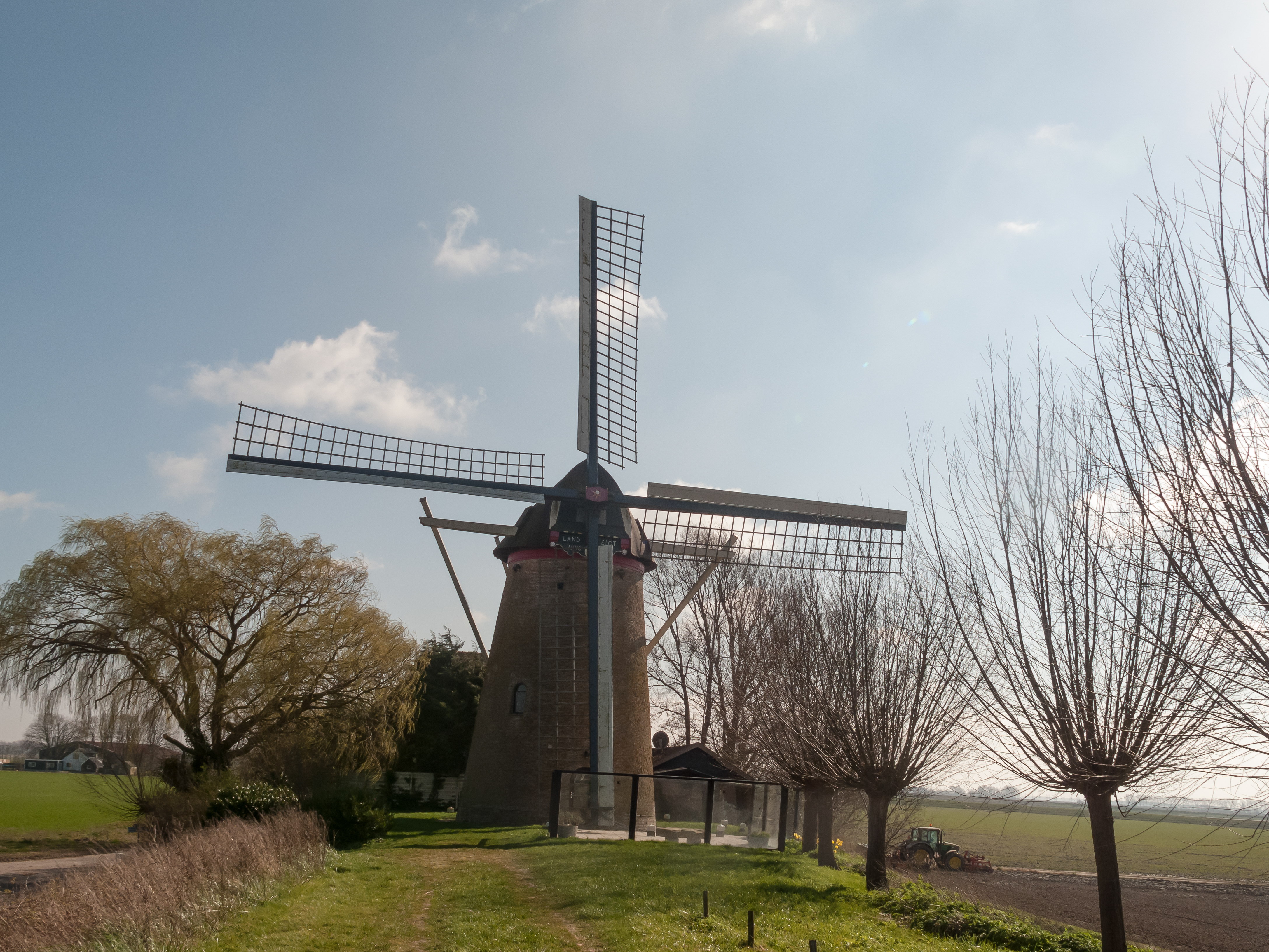
Frühere Mühle: korenmolen het Landzigt

## Wappen und Flagge
Das Wappen von Wissenkerke zeigt eine rote, rautenförmige Schnalle auf silbernem (weißem) Hintergrund. Es wurde vom Wappen des Geschlechts van Wissenkercke abgeleitet. Am 6. September 1853 wurde es als Gemeindewappen festgelegt.
Die Flagge besteht aus drei Streifen in den Farben Blau, Weiß und Schwarz. Der weiße Streifen enthält die rote Schnalle aus dem Gemeindewappen. Der blaue Streifen verweist auf das alte Wappen von Kamperland, der schwarze auf das von Geersdijk.

## In Wissenkerke geboren
- Aart Jacob Marcusse (1868–1933), Hoofdcommissaris von Amsterdam (entspricht etwa einem deutschen Polizeipräsidenten)
- Eduard Flipse (1896–1973), Dirigent und Komponist
- Marinus Flipse (1908–1997), Pianist
- Dirk Jan Koets (1895–1956), Kunstmaler